# Internationales Keramik-Museum Weiden
Das Internationale Keramik-Museum Weiden ist ein 1990 als Zweigmuseum der Neuen Sammlung gegründetes Museum für Porzellan und Keramik in der oberpfälzischen Stadt Weiden. 

## Geschichte
Das Internationale Keramik-Museum Weiden wurde 1990 gegründet. Untergebracht ist es im Waldsassener Kasten, der vom Barockbaumeister Philipp Muttone des Klosters Waldsassen Mitte des 18. Jahrhunderts als Getreidespeicher für die Klosterliegenschaften errichtet wurde. 
2020 feierte das Internationale Keramik-Museum sein 30-jähriges Bestehen. Aktuell finden bis 2025 Modernisierungsmaßnahmen (sog. Refreshment) statt, weshalb nur Teile der Ausstellungen zu besichtigen sind.

## Die Sammlung

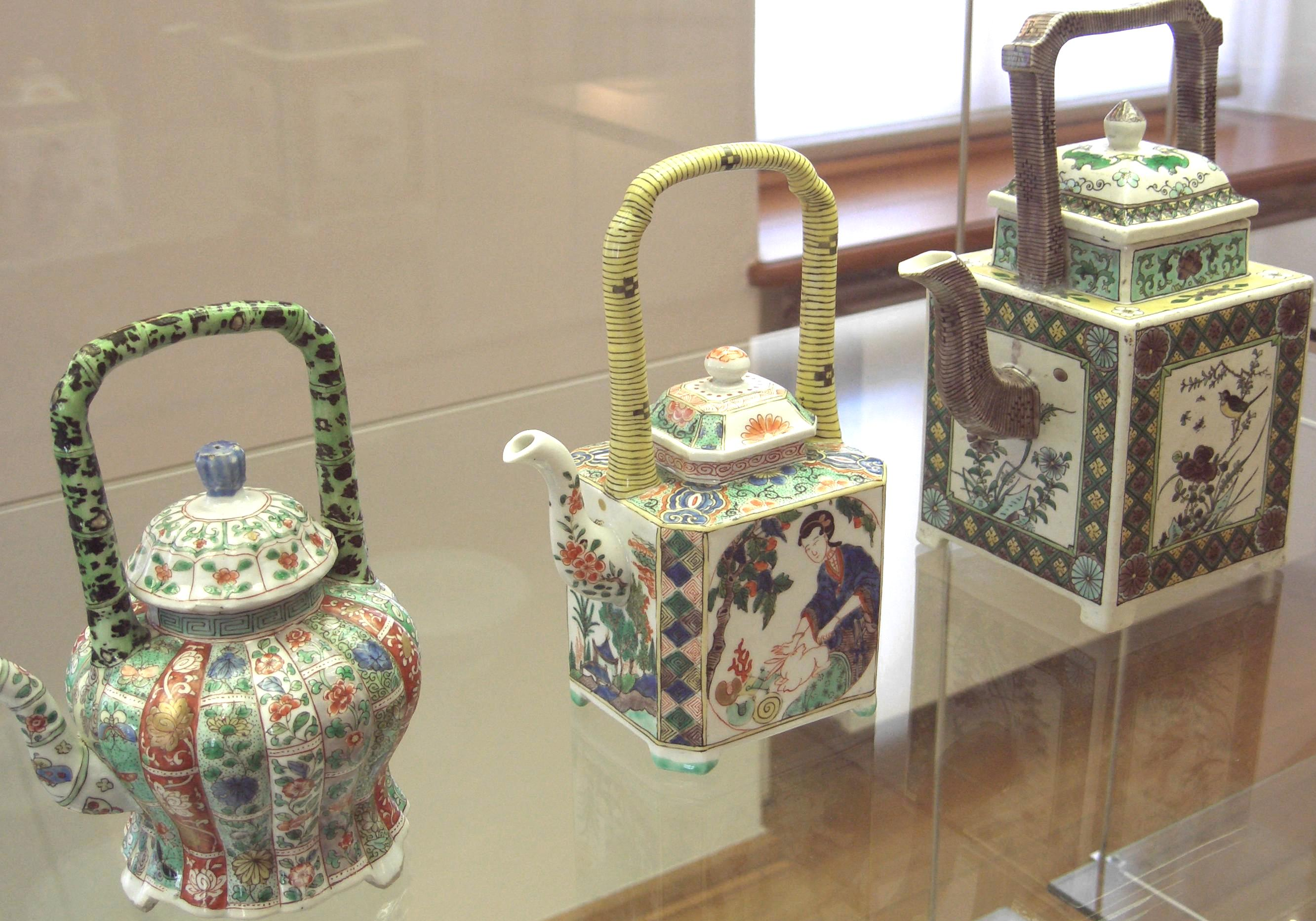
Drei Kannen, Kangxi-Periode

Gezeigt werden auf rund 1.000 m² Ausstellungsfläche Keramik- und Porzellanerzeugnisse aus führenden deutschen und europäischen Manufakturen vom Rokoko bis zum 20. Jahrhundert sowie Exponate verschiedener Zeitepochen aus allen Teilen der Welt. An der Sammlung beteiligt sind das Staatliche Museum Ägyptischer Kunst, die Archäologische Staatssammlung, das Bayerische Nationalmuseum, das Museum Fünf Kontinente, die Staatliche Antikensammlungen und die Neue Sammlung selbst. Außerdem finden regelmäßig Ausstellung zu regionalen Themen und zur aktuellen Kunst- und Keramikszene statt, die durch das Keramikmuseum Weiden und dessen Freundeskreis kuratiert werden.
Ein zentraler Bestandteil des Museums ist die von dem Weidener Unternehmer Dr. Wilhelm Seltmann zusammengetragene und 1994 von seiner Witwe dem Museum überlassene Sammlung chinesischen Porzellans. Sie legt den Schwerpunkt auf Erzeugnisse der Qing-Dynastie und schenkt, anders als vergleichbare Sammlungen, auch der Kunst des 19. Jahrhunderts erhebliches Augenmerk.

## Trivia
Im Dezember 2015 wurde das Museum vom Deutschen Kulturrat auf Die Rote Liste gesetzt und in die Kategorie 1 (von Schließung bedroht) eingestuft.

## Kinderführungen
- Im Keramikmuseum werden auch Familienführungen angeboten. Dort führen Kinder und Jugendliche die Familien durch das Museum und töpfern anschließend mit den Kindern in der Keramikwerkstatt passende Sachen zum Thema.